# Konflikt der Europäischen Union mit der Schweiz um die Börsenäquivalenz
Der Konflikt der Europäischen Union mit der Schweiz um die Börsenäquivalenz bezeichnet das Vorgehen der EU, die Börsenäquivalenz der Schweiz abzuerkennen, und die schweizerischen Gegenmassnahmen.

## Hintergrund
Am 3. Januar 2018 löste die Richtlinie 2014/65/EU über Märkte für Finanzinstrumente (auch MiFID II genannt) die ältere Richtlinie 2004/39/EG ab. Gemäss Art. 23 MiFID II dürfen Wertpapierfirmen der EU-Aktien grundsätzlich nur an Handelsplätzen von EU-Ländern oder von Ländern, deren Börsen als gleichwertig anerkannt werden (Börsenäquivalenz), gehandelt werden.
Am 21. Dezember 2017 entschied die EU-Kommission, den Gleichwertigkeitsbeschluss für die Schweizer Börsen auf ein Jahr zu befristen und eine Verlängerung vom Verhandlungsstand des institutionellen Rahmenabkommens abhängig zu machen. Der Bundesrat kritisierte diesen Entscheid scharf; Bundespräsidentin Doris Leuthard nannte ihn «sachfremd und inakzeptabel». Ferner sei es eine «klare Diskriminierung» der Schweiz, da die Börsen der USA, Australien und Hongkong unbefristet anerkannt wurden.
Am 20. Dezember 2018 verlängerte die EU-Kommission die Gleichwertigkeit um ein halbes Jahr. Sie begründete ihren Entscheid mit der Ankündigung des Bundesrates, eine Konsultation über den Entwurf zum Rahmenabkommen durchzuführen. Sie gab der Schweiz 6 Monate Zeit, um ihre internen Beratungen abzuschliessen. Da die EU-Kommission im Juni jedoch einen «Mangel an Fortschritt» bei den Verhandlungen sah, liess sie die Börsenäquivalenz zum Ende des Monats auslaufen.

## Schweizer Gegenmassnahmen

### Notverordnung des Bundesrates
Am 8. Juni 2018 gab Bundesrat Ueli Maurer in einer Medienkonferenz bekannt, dass im Falle der Nichtverlängerung der Börsenäquivalenz Schutzmassnahmen für die Schweizer Börse geplant seien. Am 30. November 2018 wurde vom Bundesrat die entsprechende Verordnung, gestützt auf Art. 184 Abs. 3 der Bundesverfassung, als Notverordnung erlassen und noch am selben Tag in Kraft gesetzt. Es handelte sich bei der Verordnung um Notrecht. Aktiviert werden die Massnahmen nach dem Auslaufen der Börsenäquivalenz.
Die Verordnung verbietet ausländischen Handelsplätzen den Handel mit Beteiligungspapieren von Schweizer Unternehmen, falls das Finanzmarktrecht ihres Landes den Handel jener Papiere an Schweizer Handelsplätzen einschränkt. Da die Aktien von Schweizer Gesellschaften weder an EU-Börsen zugelassen sind noch an EU-Handelsplätzen gehandelt werden, entfällt nach Art. 23 MiFID Abs. 1 die Handelspflicht für Wertpapierfirmen der EU.
Die Massnahmen wurden nach Inkraftsetzen der Verordnung zunächst noch nicht aktiviert, da die Börsenäquivalenz von der EU um ein halbes Jahr verlängert wurde. Das Eidgenössische Finanzdepartement (EFD) aktivierte danach die Massnahmen per 1. Juli 2019.

### Übernahme ins ordentliche Recht
Am 17. November 2021 verlängerte der Bundesrat die Notverordnung um 4 Jahre, da sie auf Ende 2021 befristet war. Gleichzeitig beschloss er, die Vernehmlassung für die Übernahme der Verordnung in ordentliches Recht zu eröffnen. Die Anpassung des Finanzmarktinfrastrukturgesetzes wurde von National- und Ständerat einstimmig angenommen und trat am 1. Januar 2024 in Kraft.

## Auswirkungen
Der Bund schätzte, dass bei einem Ausbleiben der Gegenmassnahmen bei den Schweizer Börsen mit einem Einbruch des Handelsvolumens von 70–80 % zu rechnen ist. Mit den Gegenmassnahmen konnten keine direkten wirtschaftlichen Folgen infolge des Börsenstreits verzeichnet werden.
Innenpolitisch sorgte das Handeln der EU für viel Unverständnis in der Politik. Beispielsweise wurde im Parlament darüber diskutiert, die Auszahlung der zweiten Kohäsionsmilliarde an die Bedingung zu knüpfen, dass die EU keine diskriminierenden Massnahmen gegenüber der Schweiz erlässt. Dieser Vorschlag wurde jedoch nicht umgesetzt, um der EU ein Entgegenkommen zu zeigen.
Rechtlich bestünde laut dem Bundesrat eine Möglichkeit eines Streitbeilegungsverfahrens der WTO, da er die Nichtgewährung der Börsenäquivalenz als Diskriminierung und Verstoss gegen das Gleichbehandlungsgebot des WTO-Dienstleistungsabkommens sieht. Auf eine Klage wurde jedoch verzichtet.

## Reaktionen von Dritten

### Mitgliedstaaten der EU
Dem ursprünglichen Beschluss der EU-Kommission Ende 2017 zur Befristung der Börsenäquivalenz auf ein Jahr stimmten die Mitgliedstaaten einstimmig zu, mit Ausnahme einer Enthaltung von Grossbritannien. Ende Januar wurde jedoch bekannt, dass die Vertreter von 11 Finanzministerien von EU-Ländern, darunter auch Deutschland und Österreich, sich in einem E-Mail an die EU-Kommission für eine unbefristete Börsenäquivalenz eingesetzt hatten. Die Kommission relativierte den Inhalt des Schreibens und erinnerte daran, dass die Unterzeichner Beamte und nicht politische Vertreter waren.
Die deutsche Bundesregierung sprach sich in einer Anfrage für eine unbefristete Verlängerung der Börsenäquivalenz aus (August 2019) und setzte sich regelmässig dafür ein, «eine für alle Beteiligten annehmbare Lösung zu finden» (November 2019).
Während die französische Regierung sich nie konkret zur Börsenäquivalenz geäussert hat, vertritt der französische Präsident bei der Verhandlung des Rahmenabkommens eine härtere Linie gegenüber der Schweiz. Am WEF 2018 warf Macron der Schweiz Rosinenpickerei vor.

### Nachbarregionen
Am 2. September 2019 sandten Präsidenten von neun Nachbarregionen der Schweiz einen Brief an den EU-Kommissionspräsidenten Jean-Claude Juncker und Nachfolgerin Ursula von der Leyen, in dem sie unter anderem auch vor einer Verschlechterung der wirtschaftlichen Beziehungen zwischen der Schweiz und der Europäischen Union infolge der Nichtgewährung der Börsenäquivalenz warnen und auch wirtschaftliche Folgen für ihre Regionen befürchten. Auf der deutschen Seite wurde der Brief von Markus Söder und Winfried Kretschmann, Ministerpräsidenten der Bundesländer Bayern und Baden-Württemberg, unterzeichnet.

### Vereinigtes Königreich
Nach dem Brexit wurden ab dem 1. Februar 2020 die Schweizer Gegenmassnahmen auch gegenüber dem Vereinigten Königreich angewandt, da in einer Übergangsphase die Regelungen der EU galten. Nach der Übergangsphase gewährte das Vereinigte Königreich der Schweiz die Börsenäquivalenz, und die Schweizer Massnahmen wurden per 3. Februar 2021 deaktiviert.